# Megachile basalis
Megachile basalis is een vliesvleugelig insect uit de familie Megachilidae. De wetenschappelijke naam van de soort is voor het eerst geldig gepubliceerd in 1853 door Smith.

## Synoniemen
Synoniemen zijn o.a.:
- Megachile latimetatarsis Strand
- Megachile rozenii Pasteels